# 索洛納河 (上捷爾薩河左支流)
索洛納河（烏克蘭語：Солона），是烏克蘭東南部的河流，屬於上泰爾薩河的右支流。該河發源自索洛內，流經扎波羅熱州，河道全長45.5公里，流域面積365平方公里。